# Mixonychus dulcis
Mixonychus dulcis är en spindeldjursart som beskrevs av Meyer 1974. Mixonychus dulcis ingår i släktet Mixonychus och familjen Tetranychidae. Inga underarter finns listade i Catalogue of Life.